# たつき
たつきは、日本のアニメーター、アニメーション演出家、アニメ監督。京都府出身のケニア育ち。
同人自主制作アニメーションサークル「irodori」代表。男性。別名義は尾本達紀、尾本たつき（おもと たつき）。

## 経歴
幼少期はケニアで過ごしており、動物好きでカメレオンなどを飼っていた。
日本に帰国した後に、京都の美術系の大学に進学し、サンライズでCGアニメーションの制作を担当した。これと並行して、大学時代にアニメの自主制作を思いつき、同期であった伊佐佳久、白水優子と共に自主制作アニメーションサークル「irodori」を立ち上げる。
その後、サンライズを離れてフリーとなるが、「irodori」の自主制作をきっかけにプロデューサーの福原慶匡がコミックマーケットで声をかけ、たつきはヤオヨロズでの制作および立ち上げに関わることになる。
2017年1月、アニメ『けものフレンズ』で商業作品初監督を務める。けものフレンズは空前の大ヒットを収め、たつきの名が広く知られるきっかけとなった。

2017年9月25日、アニメ『けものフレンズ』第二期の製作から外れたことを自身のツイッターで公表し、ファンを中心に波紋を広げた。この決定について10月にはヤオヨロズとKADOKAWAの間でのヒアリングが行われたが、12月27日、ヤオヨロズの福原慶匡取締役は、最終的にこの決定が覆らなかったことを報告した。
2017年12月23日、『けものフレンズ』がTwitter Anime Of the yearを受賞。たつきはWeb配信された生特番にペンギンの被り物をして出演し、トロフィーを受け取った。受賞についてTwitterで「今年の1月1日から思うと信じられない賞なのですが、掛け値なくお客さんの起こした奇跡なので、これはお客さんへの賞なのだと思います。みなさん、受賞おめでとうございます」と語っている。
2018年2月21日、東京アニメアワード2018「アニメ オブ ザ イヤー部門」の個人賞（監督・演出賞）に選出された。
2018年7月21日、アニメ『けものフレンズ』の監督として、星雲賞映画演劇部門・メディア部門を受賞。
2020年5月6日、Twitterにて自身の殺害予告に対し被害届を提出したことを発表し、自身のファンが殺害予告したと誤認させる一部まとめサイトについて抗議するとともに、当該記事の即時削除と訂正謝罪掲載を要求した。これを受け、まとめサイトの1つである「やらおん!」は記事を削除した。その後、警視庁新宿署がインターネット掲示板「5ちゃんねる」に投稿された殺害予告から発信元を割り出し、6月3日までに脅迫と威力業務妨害の疑いで21歳の男性が逮捕されている。

## 人物
趣味は動物のほか、写真撮影、CG制作であり、特にCGについては忙しさに関わらず週に5日、仕事でCGを制作し、残りの2日は趣味でCGを制作している。
アニメ『けものフレンズ』に関する授賞式などで登壇する際は、ペンギンのマスクを被ることが多い。

## 作品

### 尾本達紀名義
- FREEDOM（2006年 - 2008年、CGアニメーション）
- いばらの王 -King of Thorn-（2010年、デジタルアーティスト）
- ボトムズファインダー（2010年、CGアニメーションチーフ、エンディング・グラフィックス）
- コイ☆セント（2011年、CGアニメーション）
- ノラゲキ!（2011年、CGアニメーションチーフ）
- ソラノユキサキ（2013年、CG作画監督・編集）
- SHORT PEACE（2013年、CGI）
- てさぐれ!部活もの あんこーる（2014年、アニメーター）
- てさぐれ!部活もの すぴんおふ プルプルんシャルムと遊ぼう（2015年、アニメーター）
- ケムリクサ（2019年、エンディングアニメーション）

### たつき名義

#### irodori制作
- 眼鏡（2008年 - 2009年、原案、監督、アニメーション監督、コンテ、モデリング、撮影、編集）[18]
- デスメタルさやかと仏滅（2009年 - 2012年、コンテ、アニメーション、声優）
- たれまゆ（2010年、監督、作画、撮影）[18]
- ケムリクサ（2010年 - 2012年、監督、アニメーション）[18]
- おとめ桜の伝説第四章、第五章（2013年、動画編集）
- ソラノユキサキ（2013年、キャラクターデザイン）[19]
- らすとおんみょう（2013年 - 2015年、監督、アニメーション）[18]
- 駅長さん（2012年、2015年 - 2016年、監督ほか）[18]
- 傾福さん（2017年、監督ほか）[20][21]
- へんたつ（2018年、2020年、監督ほか）[18][22]
  - 特別版（2021年、監督ほか）[23]
  - 特技編（2022年、監督ほか）[24]
- NHK for School  よろしく！ファンファン（2018年4月11日 - 現在放送中、キャラクターデザイン、アニメーション）[25]
- もるにあ（2020年）(アプリゲーム)[26]
- いきぬきホロライブ！～holoX 2024年のやぼー編～（2023年12月31日、監督ほか）[27]

#### タツノコプロ制作
- C（2011年、CGデザイナー）
- ガッチャマン クラウズ（2013年、EDCGアニメーション）
- PSYCHO-PASS サイコパス 2（2014年、3DCGモデリング・モーション）

#### ヤオヨロズ制作
- てさぐれ!部活ものシリーズ
  - てさぐれ!部活もの（2013年、アニメーション監督、コンテ、オープニング）
  - てさぐれ!部活もの あんこーる（2014年、アニメーション監督、絵コンテ、オープニング）
  - てさぐれ!部活もの すぴんおふ プルプルんシャルムと遊ぼう（2015年、アニメーション監督、オープニング）
- けものフレンズ（2017年、監督、シリーズ構成、脚本[28]、コンテ、演出、OP絵コンテ・演出、美術デザイン）
  - TVアニメ「けものフレンズ」ドラマ&キャラクターソングアルバム「Japari Café」（2017年、CDドラマ「じゃぱりまんがり」監督・脚本）
- ケムリクサ（2019年、原作、監督、シリーズ構成、脚本、OP演出・コンテ、美術デザイン[29]）